# Aneuclis pumilus
Aneuclis pumilus is een vliesvleugelig insect uit de familie van de gewone sluipwespen (Ichneumonidae). De wetenschappelijke naam van de soort werd voor het eerst geldig gepubliceerd in 1860 door Holmgren als Thersilochus pumilus.